# Ranji Trophy 2021/22
Die Ranji Trophy 2021/22 war die 87. Saison des nationalen First-Class-Cricket-Wettbewerbes in Indien und wurde zwischen dem 17. Februar und 26. Juni 2022 ausgetragen. Im Finale konnte sich Madhya Pradesh gegen Mumbai mit 6 Wickets durchsetzen und damit den ersten Titel.

## Format
Die Mannschaften spielten in neun Gruppen jeweils einmal gegen jede andere Mannschaft ihrer Gruppe an einem neutralen Ort. Die Gruppen A bis H hatten jeweils vier Mannschaften, die Plate Group hatte sechs. Für einen Sieg erhielt ein Team zunächst 6 Punkte, für ein Unentschieden (beide Mannschaften erzielen die gleiche Anzahl an Runs) 3 Punkte. Sollte kein Ergebnis erreicht werden und das Spiel in einem Remis enden zählen die Resultate nach dem ersten Innings. Dabei gibt es drei Punkte für einen Sieg, und jeweils einen Punkt im Falle eines Unentschiedens oder einer Niederlage. Einen Bonuspunkt gibt es für Siege mit einem Innings oder mit einem Vorsprung von 10 Wickets. Der Sieger der Gruppen A bis G qualifizierten sich direkt für das Viertelfinale, während die ersten Mannschaften der Gruppe H und der Plate Group ein Vor-Viertelfinale absolvierten. Von da aus wurde im K.-o.-System der Sieger der Ranji Trophy in neutralen Stadien ausgespielt.

## Resultate

### Gruppenphase

#### Gruppe A (Rajkot)
Tabelle
| Teams          | Sp. | S | N | U | R | BP | Punkte | Q     |
| -------------- | --- | - | - | - | - | -- | ------ | ----- |
| Madhya Pradesh | 3   | 2 | 0 | 0 | 1 | 1  | 14     | 2.147 |
| Kerala         | 3   | 2 | 0 | 0 | 1 | 1  | 14     | 1.648 |
| Gujarat        | 3   | 1 | 2 | 0 | 0 | 1  | 7      | 1.105 |
| Meghalaya      | 3   | 0 | 3 | 0 | 0 | 0  | 0      | 0.234 |

Sieg: 6 Punkte; Remis: 1 Punkte

#### Gruppe B (Cuttack)
Tabelle
| Teams      | Sp. | S | N | U | R | BP | Punkte | Q     |
| ---------- | --- | - | - | - | - | -- | ------ | ----- |
| Bengal     | 3   | 3 | 0 | 0 | 0 | 0  | 18     | 1.308 |
| Hyderabad  | 3   | 2 | 1 | 0 | 0 | 0  | 12     | 1.196 |
| Baroda     | 3   | 0 | 2 | 0 | 1 | 2  | 3      | 0.938 |
| Chandigarh | 3   | 0 | 2 | 0 | 1 | 0  | 1      | 0.694 |

Sieg: 6 Punkte; Remis: 1 Punkte

#### Gruppe C (Chennai)
Tabelle
| Teams             | Sp. | S | N | U | R | BP | Punkte | Q     |
| ----------------- | --- | - | - | - | - | -- | ------ | ----- |
| Karnataka         | 3   | 2 | 0 | 0 | 1 | 3  | 16     | 1.681 |
| Railways          | 3   | 1 | 0 | 0 | 2 | 2  | 10     | 1.324 |
| Jammu and Kashmir | 3   | 1 | 2 | 0 | 0 | 0  | 6      | 0.782 |
| Puducherry        | 3   | 0 | 2 | 0 | 1 | 0  | 1      | 0.548 |

Sieg: 6 Punkte; Remis: 1 Punkte

#### Gruppe D (Ahmedabad)
Tabelle
| Teams      | Sp. | S | N | U | R | BP | Punkte | Q     |
| ---------- | --- | - | - | - | - | -- | ------ | ----- |
| Mumbai     | 3   | 2 | 0 | 0 | 1 | 3  | 16     | 1.893 |
| Saurashtra | 3   | 2 | 0 | 0 | 1 | 1  | 14     | 1.441 |
| Odisha     | 3   | 0 | 2 | 0 | 1 | 2  | 3      | 0.453 |
| Goa        | 3   | 0 | 2 | 0 | 1 | 0  | 1      | 0.791 |

Sieg: 6 Punkte; Remis: 1 Punkte

#### Gruppe E (Trivandrum)
Tabelle
| Teams          | Sp. | S | N | U | R | BP | Punkte | Q     |
| -------------- | --- | - | - | - | - | -- | ------ | ----- |
| Uttarakhand    | 3   | 2 | 1 | 0 | 0 | 0  | 12     | 1.398 |
| Andhra Pradesh | 3   | 1 | 1 | 0 | 1 | 2  | 9      | 1.183 |
| Services       | 3   | 1 | 1 | 0 | 1 | 1  | 8      | 0.872 |
| Rajasthan      | 3   | 1 | 2 | 0 | 0 | 0  | 6      | 0.723 |

Sieg: 6 Punkte; Remis: 1 Punkte

#### Gruppe F (Delhi)
Tabelle
| Teams            | Sp. | S | N | U | R | BP | Punkte | Q     |
| ---------------- | --- | - | - | - | - | -- | ------ | ----- |
| Punjab           | 3   | 2 | 0 | 0 | 1 | 3  | 16     | 1.466 |
| Haryana          | 3   | 1 | 1 | 0 | 1 | 2  | 9      | 1.102 |
| Himachal Pradesh | 3   | 1 | 1 | 0 | 1 | 1  | 8      | 1.006 |
| Tripura          | 3   | 0 | 2 | 0 | 1 | 0  | 1      | 0.581 |

Sieg: 6 Punkte; Remis: 1 Punkte

#### Gruppe G (Haryana)
Tabelle
| Teams         | Sp. | S | N | U | R | BP | Punkte | Q     |
| ------------- | --- | - | - | - | - | -- | ------ | ----- |
| Uttar Pradesh | 3   | 2 | 0 | 0 | 1 | 0  | 13     | 0.953 |
| Vidarbha      | 3   | 1 | 0 | 0 | 2 | 4  | 12     | 2.116 |
| Maharashtra   | 3   | 1 | 1 | 0 | 1 | 1  | 8      | 0.898 |
| Assam         | 3   | 0 | 3 | 0 | 0 | 0  | 0      | 0.645 |

Sieg: 6 Punkte; Remis: 1 Punkte

#### Gruppe H (Guwahati)
Tabelle
| Teams        | Sp. | S | N | U | R | BP | Punkte | Q     |
| ------------ | --- | - | - | - | - | -- | ------ | ----- |
| Jharkhand    | 3   | 2 | 1 | 0 | 0 | 0  | 12     | 0.958 |
| Chhattisgarh | 3   | 1 | 0 | 0 | 2 | 2  | 10     | 0.906 |
| Tamil Nadu   | 3   | 0 | 1 | 0 | 2 | 4  | 6      | 1.035 |
| Delhi        | 3   | 0 | 1 | 0 | 2 | 0  | 2      | 1.069 |

Sieg: 6 Punkte; Remis: 1 Punkte

#### Plate Group (Kolkata)
Tabelle
| Teams             | Sp. | S | N | U | R | BP | Punkte | Q     |
| ----------------- | --- | - | - | - | - | -- | ------ | ----- |
| Nagaland          | 3   | 3 | 0 | 0 | 0 | 1  | 19     | 2.304 |
| Manipur           | 3   | 1 | 1 | 0 | 1 | 3  | 10     | 1.062 |
| Sikkim            | 3   | 1 | 1 | 0 | 1 | 2  | 9      | 1.227 |
| Arunachal Pradesh | 3   | 1 | 2 | 0 | 0 | 0  | 6      | 0.571 |
| Bihar             | 3   | 0 | 1 | 0 | 2 | 2  | 4      | 1.249 |
| Mizoram           | 3   | 0 | 1 | 0 | 2 | 0  | 2      | 0.466 |

Sieg: 6 Punkte; Remis: 1 Punkte

## Play-offs

### Vor-Viertelfinale
| 12. – 16. März Scorecard | Kolkata | Jharkhand 880 (203.4) & 417-6 (90.3) | – | Nagaland 289 (103.3) |
|                          |         | Remis                                |   |                      |

Nagaland gewann den Münzwurf und entschied sich als Feldmannschaft zu beginnen. Jharkhand qualifizierte sich auf Grund des besseren Ergebnisses im ersten Innings für das Viertelfinale. Als Spieler des Spiels wurde Kumar Kushagra ausgezeichnet.

### Viertelfinale
| 6. – 10. Juni Scorecard | Bengaluru (JCA) | Bengal 773-7d (218.4) & 318-7d (85.1) | – | Jharkhand 298 (96) |
|                         |                 | Remis                                 |   |                    |

Jharkhand gewann den Münzwurf und entschied sich als Feldmannschaft zu beginnen. Bengal qualifizierte sich auf Grund des besseren Ergebnisses im ersten Innings für das Halbfinale. Als Spieler des Spiels wurde Sudip Kumar Gharami ausgezeichnet.
| 6. – 9. Juni Scorecard | Bengaluru (KSCA) | Mumbai 647-8d (166.4) & 261-3d (58) | – | Uttarakhand 114 (41.1) & 69 (27.5) |
|                        |                  | Mumbai gewinnt mit 725 Runs         |   |                                    |

Mumbai gewann den Münzwurf und entschied sich als Schlagmannschaft zu beginnen. Es war, gemessen in Runs, der höchste Sieg einer Mannschaft im First-Class Cricket. Als Spieler des Spiels wurde Suved Parkar ausgezeichnet.
| 6. – 8. Juni Scorecard | Bengaluru (KSCA) | Karnataka 253 (84) & 114 (39)       | – | Uttar Pradesh 155 (37.3) & 213-5 (65.2) |
|                        |                  | Uttar Pradesh gewinnt mit 5 Wickets |   |                                         |

Uttar Pradesh gewann den Münzwurf und entschied sich als Feldmannschaft zu beginnen. Als Spieler des Spiels wurde Karan Sharma ausgezeichnet.
| 6. – 9. Juni Scorecard | Bengaluru (KSCA) | Punjab 219 (71.1) & 203 (68.4)        | – | Madhya Pradesh 397 (154.5) & 26-0 (5.1) |
|                        |                  | Madhya Pradesh gewinnt mit 10 Wickets |   |                                         |

Punjab gewann den Münzwurf und entschied sich als Schlagmannschaft zu beginnen. Als Spieler des Spiels wurde Shubham Sharma ausgezeichnet.

### Halbfinale
| 14. – 18. Juni Scorecard | Bengaluru (KSCA) | Madhya Pradesh 341 (105.3) & 281 (114.2) | – | Bengal 273 (89.2) & 175 (65.2) |
|                          |                  | Madhya Pradesh gewinnt mit 174 Runs      |   |                                |

Madhya Pradesh gewann den Münzwurf und entschied sich als Schlagmannschaft zu beginnen. Als Spieler des Spiels wurde Himanshu Mantri ausgezeichnet.
| 14. – 18. Juni Scorecard | Bengaluru (JCA) | Mumbai 393 (140.4) & 533-4d (156) | – | Uttar Pradesh 180 (54.3) |
|                          |                 | Remis                             |   |                          |

Uttar Pradesh gewann den Münzwurf und entschied sich als Feldmannschaft zu beginnen. Mumbai qualifizierte sich auf Grund des besseren Ergebnisses im ersten Innings für das Finale. Als Spieler des Spiels wurde Yashasvi Jaiswal ausgezeichnet.

### Finale
| 22. – 26. Juni Scorecard | Bengaluru (MCS) | Mumbai 374 (127.4) & 269 (57.3)      | – | Madhya Pradesh 536 (177.2) & 108-4 (29.5) |
|                          |                 | Madhya Pradesh gewinnt mit 6 Wickets |   |                                           |

Mumbai gewann den Münzwurf und entschied sich als Schlagmannschaft zu beginnen. Als Spieler des Spiels wurde Shubham Sharma ausgezeichnet.

## Irani Cup 2022/23
Der Irani Cup wurde zwischen dem Ranji-Trophy-Sieger, Madhya Pradesh, und der Rest of India-Auswahl zwischen dem 1. bis zum 5. März 2023 ausgetragen. Dabei konnte sich dann Rest of India mit 238 Runs durchsetzen.
| 1. – 5. März Scorecard | Gwalior | Rest of India 484 (24.5) & 246 (103) | – | Madhya Pradesh 294 (110) & 198-2 (31.2) |
|                        |         | Rest of India gewinnt mit 238 Runs   |   |                                         |